# یاسوشی اندو

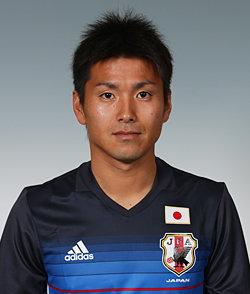
یاسوشی اندو

یاسوشی اندو (به انگلیسی: Yasushi Endo) بازیکن فوتبال اهل ژاپن و عضو باشگاه فوتبال کاشیما آنتلرز است.